# Trabea paradoxa
Trabea paradoxa är en spindelart som beskrevs av Simon 1876. Trabea paradoxa ingår i släktet Trabea och familjen vargspindlar. Inga underarter finns listade i Catalogue of Life.